# 杂鱼
杂鱼（日语：／ zako）在汉语和日语中泛指品质和价位都较为低贱的经济鱼；在英语中通常指休闲垂钓者常见到但并不喜欢捕获的“低价值”鱼类（通常为淡水鱼），与受欢迎的游钓鱼（game fish）相对应。

## 英文词源
在美国，最早使用“rough fish”（直译是“粗糙的鱼”）说法的记载来自于爱荷华州立大学的博士生哈莉特·卡兰德（Harriet Bell Carlander，?～1973）在1954年出版的历史传记《密西西比河上游的鱼和渔业史》（A History of Fish and Fishing on the Upper Mississippi River）一书，其中提到在19世纪中后期美国中部特别是密西西比河流域的商业渔民经常在捕捞后就在渔船上进行鱼肉加工，以便随后就能直接将处理好的鱼肉送到码头旁的水产市场销售。在夏季高温天气，装满了捕获的渔船因为重载导致航速较慢，需要减负以防时间长了会发生鱼肉腐烂以至于在卖到市场前就连带毁掉整船舱的鱼，因此渔民们常用的策略是将加工后品相较好（因此卖价可以更高）的鱼肉保存，然后将只粗略加工过（通常只掏掉了内脏，但还没切柳）的死鱼干脆直接扔回河里抛弃。因此“杂鱼”在美式英语中的原意是指未能完整加工因此卖不出好市价而被扔掉的廉价鱼肉，之后逐渐贬义化开始泛指任何“不讨人喜爱”的鱼。

### 使用习惯的差别
在英国，“杂鱼”（coarse fish）泛指任何不是鲑鱼和鳟鱼的鱼类，并不是个贬义词。而英式英语中的“coarse fishing”则泛指任何鲑鱼和鳟鱼以外捕捉淡水鱼的捕鱼行为，包括欧洲鲤鱼、狗鱼、鲷鱼、欧鳊、魮鱼、欧鲶、鳗鲡等在英国和欧洲都很受欢迎的游钓鱼。
明尼苏达州自然资源部（Minnesota Department of Natural Resources）已经开始初步像美国其他州一样将“杂鱼”的称呼换成“缺乏使用的鱼”（underused fish），但成果非常有限。而美国俚语中将杂鱼称为“垃圾鱼”（trash fish）或“土鱼”（dirt fish）的习惯虽然在许多地方都常见，但渔业人员在正式场合会尽量避免使用这种说法。

### 定义的主观性
属于“杂鱼”范畴的鱼并没有一个标准的列表。在一个地区无人问津的杂鱼到了另一个文化和传统不同的地区可能就变成抢手的游钓鱼。比如在美国和澳大利亚，欧洲鲤鱼很不受欢迎，但在欧洲大陆则传统上一直被视作最佳的游钓鱼，而且在亚洲大部分地区则是首等重要的食用鱼；中国大陆的钓鱼者经常出于嫌弃将钓获的野生罗非鱼（外来的入侵物种）随手直接扔回水中，而罗非鱼在美国却是市场消耗量第四大的食用鱼。此外随着渔具的进步和捕鱼方式的演化、娱乐习惯的变化（比如用复合弓射鱼）以及食品加工、烹饪手段和食用方式的更新，一些杂鱼随着时间发展可能会被当地人接受并成为人气极高的游钓鱼，而一些原本受欢迎的游钓鱼也可能失去人气变成不受待见的杂鱼。在美国，长吻雀鳝在俄亥俄州被看做一种令人厌恶的杂鱼（因为细刺很多无法切柳），但是在路易斯安那州却被当地人当做美食，常常被绞碎做成鱼丸用油炸瑞典肉丸的方式烹饪。

### 原生vs稀有
许多美国州政府机构都会用“杂鱼”作为泛称来形容任何不受欢迎的本土鱼种和令人头疼的入侵鱼种，造成了有关北美原生特有种的定义混乱。比如说，有些“杂鱼”是早年有意或无意被引入到北美的（当年在美洲算是珍稀的）新鲜物种（比如欧洲鲤鱼、鳙鱼、鲢鱼、草鱼、鳢鱼），而现今已经完全归化进入了新的栖息地；而另一些“杂鱼”则是与亚洲鲤鱼外表相似因而经常被误认的本土物种（比如小鲤牛胭脂鱼、小口牛胭脂鱼和吸口鲤鱼），因为在许多州都被混为一谈，公众很容易都一刀切当做“入侵性鲤鱼”对待，更不要说许多与鲤鱼完全不相似的其它本土鱼也因为“不受欢迎”而被牵连。这导致历史上许多北美本土鱼类（比如吸口鲤）遭到错误的怪责，为造成了颇受欢迎的太平洋鲑和小口黑鲈数量减少背了黑锅，而真正原因却是人类活动造成的过度捕捞、环境破坏和污染造成了经济鱼的数量下跌；而一些本土鱼种则干脆就是因为不如一些引进鱼种（比如褐鳟）外形漂亮就被渔政部门冠以“杂鱼”标签。

## 前景
许多传统的杂鱼物种现在已经被美国联邦政府定义为受威胁的濒危或易危物种。因为这些原生物种的数量受到限制甚至在下降，已经在1973年被列入《濒危动物法》内。目前被美国鱼类及野生动物管理局收录的杂鱼品种有：
- 偏翼亚口鱼（Catostomus latipinnis）[10]
- 长背亚口鱼（Cycleptus elongatus）[11]
- 短吻裂鳍亚口鱼（Chasmistes brevirostris）[12]
- 贵玉屈鱼（Chasmistes cujus）[13]
- 隆背骨尾鱼（Gila cypha）
- 美丽骨尾鱼（Gila elegans）
- 粗壮骨尾鱼（Gila robusta）
- 小鳍吸口鱼（Moxostoma robustum）[14]
- 灰吸口鱼（Moxostoma congestum）[15]
- 镰鳍吸口鱼（Moxostoma spp）[16]
- 瓦氏吸口鱼（Moxostoma valenciennesi）[17]
- 尖头叶唇鱼（Ptychocheilus lucius）
- 锐项亚口鱼（Xyrauchen texanus）[18]